# Gardineriidae
Famille
Les Gardineriidae sont une famille de scléractiniaires (coraux durs dits « coraux bâtisseurs de récifs »).

## Liste des genres
Selon World Register of Marine Species (19 avril 2021) :
- genre † Adkinsella Wells, 1933
- genre Gardineria Vaughan, 1907
- genre Stolarskicyathus Cairns, 2004